# Parafia Świętych Cyryla i Metodego w Knurowie
Parafia Świętych Cyryla i Metodego – parafia rzymskokatolicka znajdująca się w Knurowie. Należy do archidiecezji katowickiej i dekanatu knurowskiego. Została erygowana 1 lipca 1915 r.

## Historia
Pierwsza wzmianka o Knurowie pochodzi z 1305 roku, natomiast o parafii w Knurowie wzmianka pojawia się w 1447 r. w związku ze spisem świętopietrza. W tym czasie w Knurowie istniał kościół drewniany pod wezwaniem św. Wawrzyńca. W 1599 roku wybudowana została nowa świątynia pod tym wezwaniem, jednak niedługo pełniła ona rolę kościoła parafialnego. Po wojnie trzydziestoletniej kościół ten był kościołem filialnym dla parafii w sąsiednich Gierałtowicach.
Parafia w Knurowie powstała 1 lipca 1915 roku. Nadano jej wezwanie św. Wawrzyńca. W okresie międzywojennym została podjęta decyzja o budowie nowego kościoła. W związku dotychczasowy kościół drewniany został przeniesiony do Chorzowa, gdzie służy jako kościół parafialny na Górze Redena. Przy ul. Niepodległości, naprzeciwko lecznicy brackiej, wybudowano murowany kościół tymczasowy, który został poświęcony 19 grudnia 1926 roku. Obecnie w tym kościele znajdują się salki katechetyczne.
Budowę obecnej świątyni rozpoczęto w 1937 r. według projektu Henryka Gambca z Piotrowic Śląskich (obecnie dzielnica południowa Katowic). Budowniczym kościoła był ks. Alojzy Koziełek (jego imię nosi jedna z ulic Knurowa). Nowy kościół otrzymał wezwanie św. Cyryla i Metodego. Kościół poświęcił biskup Juliusz Bieniek 13 lipca 1947 roku. W związku ze zmianami wprowadzonymi przez sobór watykański II w latach 1960-68 zostało przebudowane wnętrze kościoła. Wystrój wnętrza zaprojektował Henryk Burzec z Zakopanego. Wystrój ten nie został wykończony z powodu braku środków finansowych. Niewielkich rozmiarów kopuła pozostawiona została w stanie surowym. Przykryto ją deskami i odstaje od całości. W projektach Burzca kopułę miała wypełnić mozaika przedstawiająca przestrzeń kosmiczną.
W związku z rozwojem Knurowa doszło do podziału parafii knurowskiej. W 1981 r. odłączył się Krywałd, a w roku następnym została erygowana parafia Matki Bożej Częstochowskiej.
Obecnie parafia wydaje własną gazetkę parafialną pt. "U Cyryla i Metodego".

## Kościół Świętych Cyryla i Metodego

### Ważniejsze daty z historii kościoła
- 1935, 13 września - przyjęcie projektu kościoła autorstwa Henryka Gambca i E.Dauna.
- 1937, 8 sierpnia  - uroczysty wykop wykonany przez ks. Alojzego Koziełka rozpoczynający budowanie kościoła
- 1947, 13 lipca - poświęcenie wybudowanego kościoła przez ks. biskupa Juliusza Bieńka
- 1952 - zakończenie budowy wieży kościelnej
- 1956 - zakup organów
- 1960-1962 - budowa ołtarza głównego, dwóch ołtarzy bocznych i chrzcielnicy (projekt opracował Henryk Burzec)
- 1960 - uruchomiono elektryczny napęd dzwonów
- 1977-1978 - remont kościoła z powodu szkód górniczych
- 1988 - modernizacja ołtarza głównego oraz postumentu pod tabernakulum
- 1996 - ustawienie na dziedzińcu rzeźb św. Cyryla i św. Metodego

### Wnętrze kościoła
- Ołtarz główny - wykonany w latach 1960-62 przez Henryka Burzca i Władysława Burzeńskiego z Zakopanego, naczelnym motywem jest działalność misyjna św. Cyryla i św. Metodego, nad ołtarzem góruje krzyż - symbol wiary, spód ołtarza wykonany z granitu przez Leopolda Trybowskiego z Katowic, w 1989 dodano elementy metalowe zaprojektowane przez artystę wnętrz Migockiego, ołtarz zawiera m.in. następujące postacie (wszystkie wśród drzew tzw. Drzewo Chrześcijaństwa):
  - św. Cyryla (z krzyżem), Widok na Drzewo Chrześcijaństwa

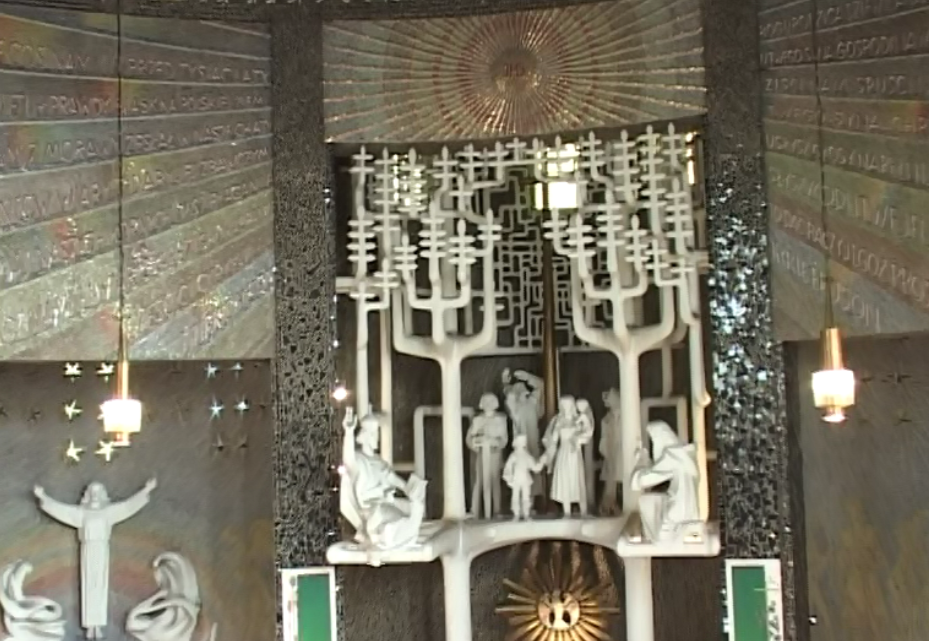
Widok na Drzewo Chrześcijaństwa

  - św. Metodego (z podniesionymi dwoma palcami do góry i Pismem Świętym),
  - kobietę trzymającą w ręku dziecko
  - mężczyznę przyodzianego w słowiański strój
  - rycerza z mieczem w ręku
- Napis po prawej stronie ołtarza głównego (najstarsza polska pieśń religijna):

Bogurodzica Dziewica Bogiem sławiona Maryja.
I Twego Syna Gospodyna. Matko zwolena Maryja.
Ziści nam, spuści nam. Kyrie Elejson.
- Napis po lewej stronie ołtarza głównego:Widok na tabernakulum

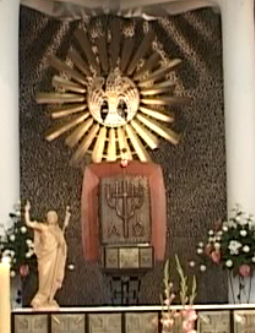
Widok na tabernakulum

O Boże, coś nam jak przed tysiąc laty rozświetlił prawdy blask na polskiej ziemi, coś nam z Morawy zesłał w nasze chaty posłańców wiary z dary jej zbawczymi. Wysłuchaj naszych kornych dusz błaganie, racz nam tej wiary skarb zachować Panie. Cześć Ci Cyrylu, dzięki Ci Metody
- Ołtarz boczny (z lewej strony) - Serca Jezusowego
- Ołtarz boczny (z prawej strony)- poświęcony Matce Boskiej (przedstawionej na tle polskich orłów)
- We wnęce bocznej po lewej stronie Anioł z gotowym do lotu trzepoczącym gołębiem i mieczem (symbol pokoju i wojny)
- Wnęki boczne poświęcone św. Wawrzyńcowi i św. Barbarze
- Ołtarzyki boczne - Matki Boskiej Częstochowskiej (1992, wykonany przez Mariettę Puch-Biskup), św. Teresy i św. Antoniego
- mozaikowy fryz pod stropem - nawiązuje do historii naszego Państwa od przyjęcia przez Polskę chrztu do współczesności, na prośbę proboszcza parafianie przynosili materiał na mozaikę (kolorowe szkło i kamyki)
- Stacje drogi krzyżowej na obrzeżach balkonu chóru - zakupione w 1967 roku
- Chrzcielnica - wykonana przez Leopolda Trybowskiego w 1962
- Tabernakulum (pozłacane) - wykonane przez artystę-rzeźbiarza Ryszarda Szczypkowskiego z Krakowa

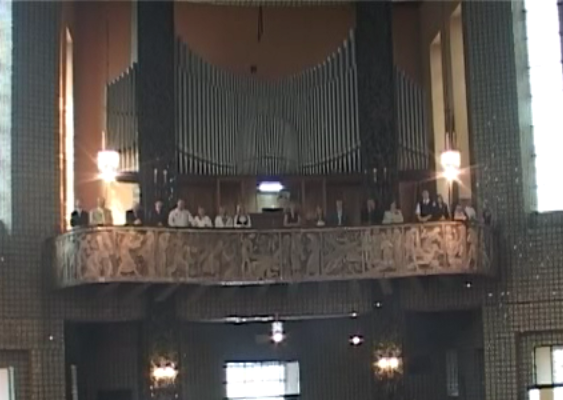
Widok na organy

- Organy zbudowane przez zakład organmistrzowski Ludwika Kuźnika z Rybnika, w latach 1956-57. Instrument posiada pneumatyczną trakturę Widok na organygry, 40 głosów, rozmieszczonych na dwie klawiatury ręczne oraz klawiaturę pedałową. Instrument zbudowany jest prawdopodobnie z materiałów pochodzących z innych instrumentów, m.in. Hali Stulecia we Wrocławiu. Brak szczegółowych informacji na temat instrumentu w dokumentacji parafialnej. Organy posiadają szereg wad konstrukcyjnych, które wynikają w dużej mierze z niskiej jakości materiałów użytych do ich budowy. Dyspozycja głosów nawiązuje do romantycznego brzmienia, jednak instrument wykazuje również nawiązanie do neobarokowego brzmienia. Ostatni remont organów miał miejsce w 2002 roku, i został wykonany przez Rudolfa Kuźnika z Rybnika.
- Dzwony na wieży kościelnej: 
  - największy (ton C) o wadze 290 kg ufundowany w 1655 przez Adama Goszyckiego z wizerunkiem św. Jerzego na koniu
  - średni (ton G) o wadze 290 kg ufundowany w 1655 przez Jerzego Goszyckiego z wizerunkiem ukrzyżowanego Chrystusa
  - najmniejszy z 1926 roku

## Proboszczowie
- Ks. Jan Chrząszcz (do 1923)
- Ks. Władysław Robota (1923 - 1924) – dojeżdżający z Gierałtowic
- Ks. Józef Okrent (1924 - 1928)
- Ks. Alojzy Koziełek (1928 - 1940 i 1945 - 1949)
- Ks. Jan Michalik (1940 - 1945)
- Ks. Jan Teichman (1949 - 1954)
- Ks. Ernest Werner (1954 - 1956)
- Ks. Bernard Czakański (1956 - 1973)
- Ks. Rajmund Stachura (1973 - 1994)
- Ks. Eugeniusz Góra (1994 - 2004)
- Ks. Andrzej Wieczorek (2004-2014)
- Ks. Mirosław Pelc (od 2014)